# Devoradores de hombres de Kumaon
Man-Eaters of Kumaon es un libro que fue publicado en 1944 y escrito por el cazador-naturalista Jim Corbett  el cual detalla las experiencias que tuvo en la región de Kumaon, India desde los años 1900 hasta los años 1930, mientras cazaba tigres de Bengala devoradores de hombres y leopardos indios, en los que  un tigre, fue responsable de más de 400 muertes humanas. 
Devoradores de hombres de Kumaon es el libro más conocido que ha escrito Corbett. Contiene diez historias de acecho y caza de devoradores de hombres en el Himalaya indio durante los primeros años del siglo XX. El texto también contiene información incidental sobre la flora, la fauna y la vida del pueblo. Siete de las historias se publicaron por primera vez de forma privada como Jungle Stories .

## Contenido del libro
- Introducción de Sir Maurice Hallett
- Prefacio de Lord Linlithgow
- Nota del autor: Causas de la devoración de hombres por tigres y leopardos
- Tigre de Champawat : La historia del primer tigre devorador de hombres cazado por Corbett en 1907. Según se informa, el devorador de hombres se cobró 436 víctimas humanas en Nepal y la India.
- Robin: Historias del compañero de caza de Corbett, Robin, su fiel Spaniel .
- Tigres de Chowgarh : El primero de los tres devoradores de hombres que Corbett iba a cazar a petición del gobierno en una conferencia de distrito de 1929. Resultó ser una pareja de dos tigres, una madre y su cachorro adulto, que juntos habían matado a 64 personas entre 1925 y 1930. El cachorro recibió un disparo en abril de 1929 y la madre el 11 de abril de 1930.
- Soltero de Powalgarh : la apasionante historia de cómo Corbett disparó al tan buscado trofeo de tigre (no devorador de hombres) en 1930.
- El devorador de hombres Mohan: El segundo de los tres devoradores de hombres, a Corbett se le pidió que filmara en la conferencia de 1929. Filmado en mayo de 1931.
- El pez de mis sueños: Corbett reflexiona sobre los placeres de pescar Mahseer (trucha de río de la India) en ríos submontanos.
- El devorador de hombres Kanda: El tercero de los tres devoradores de hombres solicitados para su envío en la conferencia de 1929. Filmado en 1933.
- El tigre de Pipal Pani: Corbett recorre 15 años de la historia de un tigre local (no devorador de hombres), desde sus huellas en el barro cuando era un cachorro hasta su muerte 15 años después.
- Devorador de hombres deThak : El último devorador de hombres que Corbett disparó en noviembre de 1938 (63 años)
- Solo Tigres: Corbett habla sobre la importancia de la conservación y su amor por fotografiar tigres en el lugar de fotografiarlos.

## Orígenes
Después de muchas sugerencias por parte de amigos y de familiares, Corbett finalmente puso por escrito siete relatos de sus encuentros en la jungla, que se convirtieron en un pequeño libro con un  tiraje inicial de 100 copias de forma privada bajo el título Jungle Stories y se distribuyeron entre amigos. Los cuentos se titulaban "La vida salvaje en la aldea: un llamamiento", "El tigre de Pipal Pani", "El pez de mis sueños", "Un paraíso perdido", "El terror que camina de noche", "Purnagiri y sus Luces misteriosas" y "Los tigres de Chowgarh".
En 1943, mientras Corbett se recuperaba de tifus, RE Hawkings, un amigo cercano y gerente de la sucursal india de Oxford Press, lo convenció para que escriba un libro para publicar. Utilizando Jungle Stories de 1935 como base, Corbett escribió Man-Eaters of Kumaon (10 historias), que fue publicado por primera vez por Oxford University Press en 1944. 

## Legado

### Ventas y reconocimiento

Devorador de hombres de Kumaon, cuadro de 2005 de Merab Abramishvili.

Para mayo de 1946 se habían impreso más de medio millón de ejemplares de Man-Eaters of Kumaon . El libro fue traducido a cuatro idiomas occidentales (incluidos español, checo y finlandés), así como a seis idiomas indios. En 1980, el libro vendió más de cuatro millones de copias en todo el mundo. 

### Adaptaciones cinematográficas
En 1946, Universal Pictures adquirió los derechos del libro e hizo la película Man-Eater of Kumaon, que no tuvo relación con el libro y se centraba en un estadounidense interpretado por Wendell Corey que hiere a un tigre y luego lo mata. Corbett vio la película y afirmó que el mejor actor era el tigre.  En 1986, la BBC produjo un documental dramatizado que fue titulado Man-Eaters of India con Frederick Treves en el papel de Jim Corbett. 
En 2002 se hizo una película IMAX, India: Kingdom of the Tiger, basada en los libros de Corbett. Corbett fue interpretado por Christopher Heyerdahl .